# 菊井徹也
菊井 徹也（きくい てつや、1967年10月28日 - ）は、日本の実業家。ジャパンケアサービス代表取締役社長。2016年損害保険大手「損保ジャパン日本興亜ホールディングス」（SOMPOホールディングス）の子会社となった株式会社メッセージ代表取締役社長に就任。

## 略歴
- 1967年 鳥取県生まれ
- 1991年 神奈川大学経済学部卒業
- 1991年（株）岡山丸果入社
- 2002年（株）メッセージ入社
- 2012年 同社執行役員介護事業部長
- 2013年（株）JICC代表取締役社長
- 2014年（株）ジャパンケアサービス代表取締役社長
- 2015年（株）メッセージ取締役就任
- 2016年（株）メッセージ代表取締役社長就任

## エピソード
- かつて菊井は介護とは無縁の仕事をし、利益を第一に考え「菊井には青い血が流れている」とさえ言われたが、 SOMPOケアメッセージグループに入社後一変し利益よりもサービスの中身こそが本当に大切と考える[3]。

- 「月刊シニアビジネスマーケット」特別シンポジウム（綜合ユニコム主催）において、介護・医療・生活支援サービスの運営に関する様々な問題を解説した。[4]

- 2016年8月、運営するウエルピア市川（弐番館）において発生した食中毒により入居者3人が死亡した事件を受け、SOMPOケアメッセージの代表取締役社長として謝罪した[5][6]。